# Жанна Французская (герцогиня Бретани)
Жанна (Иоа́нна) Французская (фр. Jeanne de France) или Жанна де Валуа (фр. Jeanne de Valois; 24 января 1391, Мелён — 27 сентября 1433, Ван) — супруга Жана VI, герцога Бретани. Дочь короля Франции Карла VI и Изабеллы Баварской.

## Жизнь

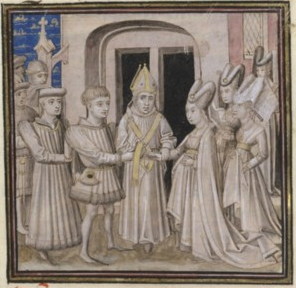
Свадьба Жана и Жанны кисти Фруассара.

Жанна вышла замуж за Жана в 1396 году. Через три года после свадьбы её супруг стала герцогом Бретани, а она — герцогиней.
Как герцогиня Жанна наиболее известна своей ролью во время конфликта между Жаном V и графами Пентьевра. В 1340-х годах ветвь Пентьевров проиграла войну за бретонское наследство. В результате они потеряли звания герцогов Бретани в Монфора. Лишь в 1365 году было заключено перемирие и подписан Герандский договор. Несмотря на военное поражение и мирный договор договор, графы Пентьевра не отказались от своих герцогских претензий на Бретань и пытались восстановить свой статус. В 1420 году они пригласили Жана V на фестиваль, однако когда он приехал, они схватили его и держали в плену.
Графы Пентьевра распространяли слухи о его смерти и каждый день перевозили в новое место содержания. Жанна Французская призвала всех баронов Бретани поддержать её. Они поочередно осаждали все замки семьи Пентьевр. Жанна завершила конфликт, захватив в плен вдовствующую графиню Пентьевра Маргариту Клиссон и заставив её освободить герцога.
Жанна умерла в 1433 году во время правления её мужа.

## Дети
У Жанны было семеро детей:
- Анна (1409 — после 1415)
- Изабелла Бретонская (1411—1442), жена с 1430 года Ги XIV де Монфора-Лаваля, графа де Лаваля
- Маргарита (1412—1421)
- Франциск I Любимый (14 мая 1414 — 18 июля 1450), герцог Бретани (1442—1450)
- Екатерина (1416 — после 1421)
- Пьер II Простой (7 июля 1418 — 22 сентября 1457), герцог Бретани (1450—1457)
- Жиль Бретонский (1420—1450), сеньор Шантосе